# Barra Point (Gambia)
Das Kap Barra Point liegt an der Küste Gambias in Westafrika, an der Mündung des Flusses Gambia zum Atlantischen Ozean bei dem Ort Barra am nördlichen Flussufer. Es ist mit einem Leuchtfeuer versehen.
1826 wurde an dieser strategisch günstigen Position das Fort Bullen errichtet, das heute noch als Ruine erhalten ist.